# William Henry White
Sir William Henry White, född 2 februari 1845 i Plymouth, död 27 februari 1913, var en engelsk fartygskonstruktör.
White var 1867-83 assistant naval constructor vid amiralitetet och 1870-81 lärare i skeppsbyggeri vid Royal Naval College i Greenwich. Åren 1883-85 var han anställd som chef för Armstrong & Companys skeppsvarv vid Elswick samt byggde därunder för utländsk räkning en mängd krigsfartyg av framstående beskaffenhet, särskilt utmärkta för sin snabbhet. Han återinträdde 1885 vid amiralitetet och var till 1902 chief constructor of naval construction eller director of naval construction (d.v.s. överdirektör och chef för mariningenjörstaten).
White var framstående som praktisk skeppsbyggare, men gjorde även en viktig insats på det teoretiska området som lärare och genom att publicera bland annat Manual of Naval Architecture (till vilken hans föreläsningar vid ovannämnda skola ligger till grund), ett standardverk, som officiellt antogs till lärobok inom bland annat brittiska, tyska och italienska marinerna. Han adlades 1895 samt blev fellow av Royal Society 1888 och ledamot av svenska Vetenskapsakademien 1900.